# Mikhaïl Glinka
 (avril 2013).
Si vous disposez d'ouvrages ou d'articles de référence ou si vous connaissez des sites web de qualité traitant du thème abordé ici, merci de compléter l'article en donnant les références utiles à sa vérifiabilité et en les liant à la section « Notes et références ».
« Glinka » redirige ici. Pour les autres significations, voir Glinka (homonymie).
Œuvres principales
- La Vie pour le tsar
- Rouslan et Ludmila – ouverture
- Jota aragonaise
- Kamarinskaïa

Mikhaïl Ivanovitch Glinka (en russe : Михаи́л Ива́нович Гли́нка), né le 1er juin 1804 à Novospasskoïe dans l'actuel oblast de Smolensk en Russie occidentale et mort le 15 février 1857 à Berlin en Allemagne, est un compositeur russe, fondateur de l'école musicale russe moderne.

## Biographie

### Jeunesse

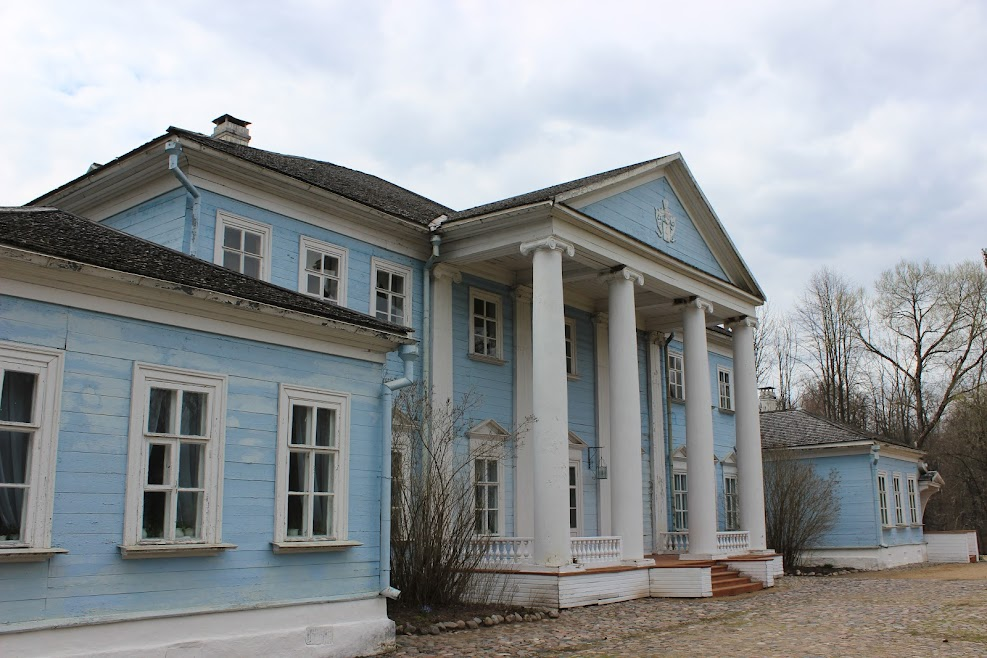
Manoir de Novospasskoïe.

Mikhaïl Glinka naît au village de Novospasskoïe, dans le domaine de son père, le capitaine à la retraite Ivan Nikolaïevitch Glinka. Son arrière arrière grand-père, Wiktoryn Władysław Glinka, était un noble polonais du clan Trzaska (en). Après la perte de Smolensk par la Pologne-Lituanie en 1654, il se convertit à l’orthodoxie et est intégré à la noblesse russe. Quand Mikhaïl Glinka est né à 6 heures du matin, un rossignol chantait, et toute sa vie il adorera les oiseaux. Mikhaïl Glinka est élevé jusqu'à l'âge de sept ans par sa grand-mère paternelle, Thècle (Fiokla) Alexandrovna, qui détourne sa mère de l'éducation de son fils. Celui-ci est nerveux et de santé fragile. Mais la jeune paysanne Advotia est chargée de chanter ou de lui raconter des histoires quand il a l'air triste, donc il s'imprègne très tôt de culture populaire. À la mort de sa grand-mère, il est élevé chez ses parents et son père possède une petite troupe de musiciens parmi ses serfs. Il commence le piano et le violon à l'âge de dix ans, d'abord avec une gouvernante allemande, Barbara Klammer. Il est envoyé en 1817 dans la toute nouvelle pension de la noblesse ouverte à Saint-Pétersbourg, où il est instruit par Wilhelm Küchelbecker, comme précepteur. Il prend des leçons à Saint-Pétersbourg auprès de Karl Traugott Zeuner (1775-1841) et de John Field (1782-1837). Il fait connaissance à la pension d'Alexandre Pouchkine qui venait rendre visite à l'été 1828 à son jeune frère, Lev Pouchkine, camarade de classe de Glinka. Leur amitié durera jusqu'à la mort du poète.

### 1822-1835
Ses études finies, Mikhaïl Glinka voyage au Caucase où il s'intéresse aux mélopées orientales qu'il reprendra dans Rouslan et Ludmilla et qu'il lèguera au Groupe des cinq. Travailleur acharné, il compose de la musique de chambre. Il poursuit des études musicales auprès de nombreux professeurs d'Europe centrale et notamment à Berlin avec Siegfried Dehn, ancien élève de Beethoven. Il subit l'influence de l'Allemagne, de la France et de l'Italie où il séjourne en 1830 et 1833, mais de retour en Russie, il forme le projet de construire une harmonie nouvelle fondée sur les particularités des chants populaires russes. Il apparaît comme le fondateur de l'école russe. Des Allemands, il a appris sa science de l'harmonie (mais il va se forger une harmonie personnelle) et de l'orchestration. En Italie, sa voix de ténor éraillée devient tout à coup très belle, à la suite d'une maladie.
Il est fonctionnaire aux Ponts et Chaussées à Saint-Pétersbourg mais pendant quatre ans seulement.
Il se marie en 1835 avec une jeune fille de 16 ans, dont il se sépare en 1839.

### 1836-1844
Ivan Soussasine est créé le 27 novembre 1836 : succès public, mais l'aristocratie russe, au goût italianisant, est choquée par cette « musique de cochers ».
Rouslan et Ludmilla est créé le 27 novembre 1842. Cette œuvre qui porte les germes de tout l'opéra russe à venir : triomphe public et critique très sévère.

### 1845-1857
Il passe deux ans en Espagne jusqu'en 1847. Même s'il repasse en Russie, il séjourne surtout à l'étranger. La vie à Saint-Pétersbourg l'agace, il est éclipsé par les Italiens et sa musique est mal interprétée, mutilée. Il meurt à Berlin le 3 février 1857 d'une maladie de foie.

### Influences

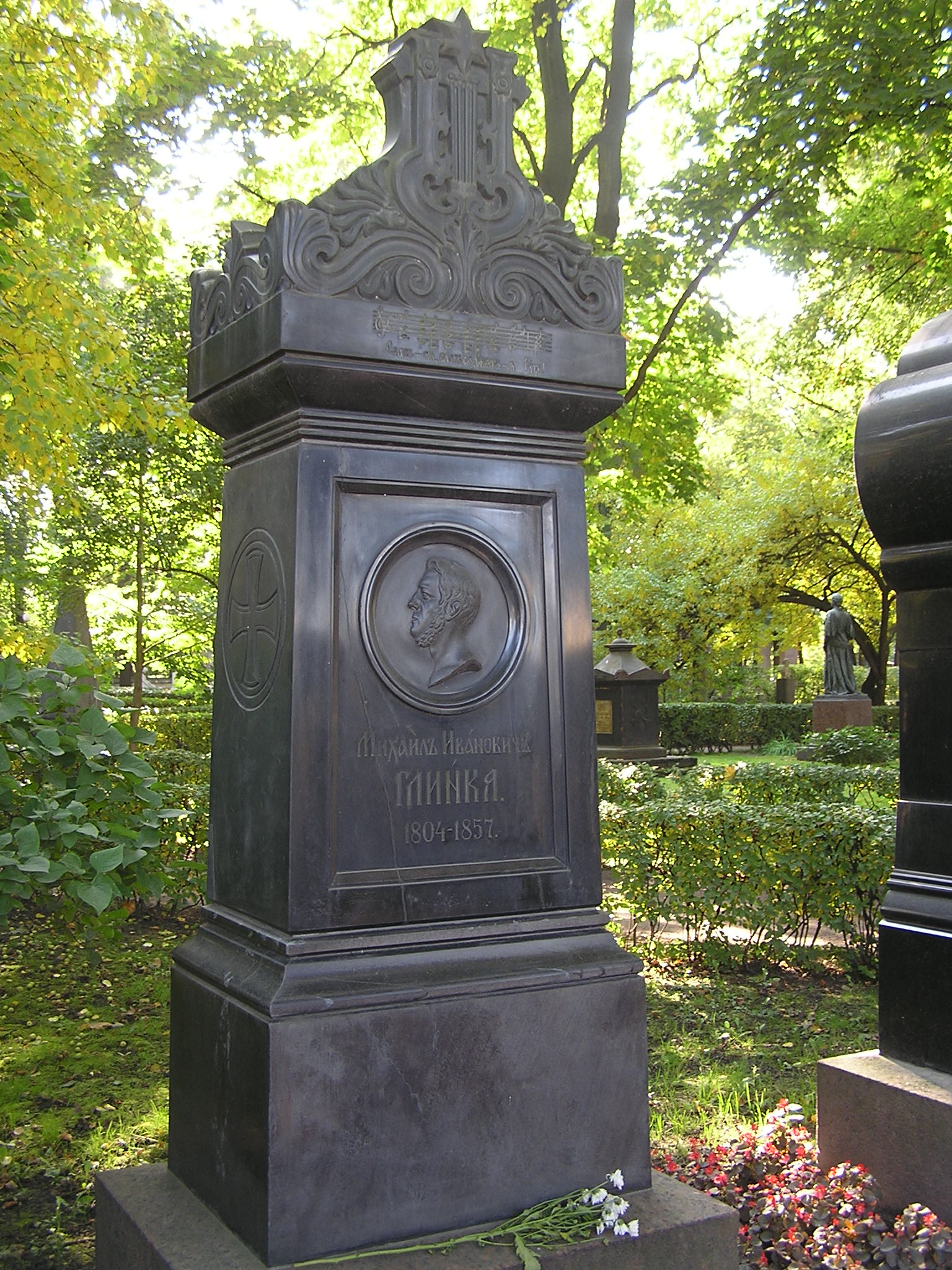
Tombe de Glinka

Son œuvre a en effet une dimension dramatique annonçant Moussorgski et Rimski-Korsakov.
Il est également le contemporain et l'ami d'Alexandre Pouchkine et de Nicolas Gogol. Il encourage la vocation musicale du jeune Balakirev et est le modèle et l'inspirateur direct du Groupe des Cinq.
Glinka est également l'auteur de la Chanson patriotique utilisée comme hymne national de la fédération de Russie de 1991 à 2000.
Il est enterré au cimetière Tikhvine de Saint-Pétersbourg.

## La valeur de la créativité
La créativité de Glinka marque le début d'une nouvelle direction dans le développement de la musique en Russie,. La culture musicale est arrivée en Russie depuis l'Europe, et pour la première fois une musique spécifiquement russe commence à apparaître, s'appuyant sur la culture musicale européenne, dans les opéras de Mikhaïl Glinka. Différents événements historiques sont souvent évoqués dans la musique, mais pour la première fois ils sont présentés d'une manière réaliste,.

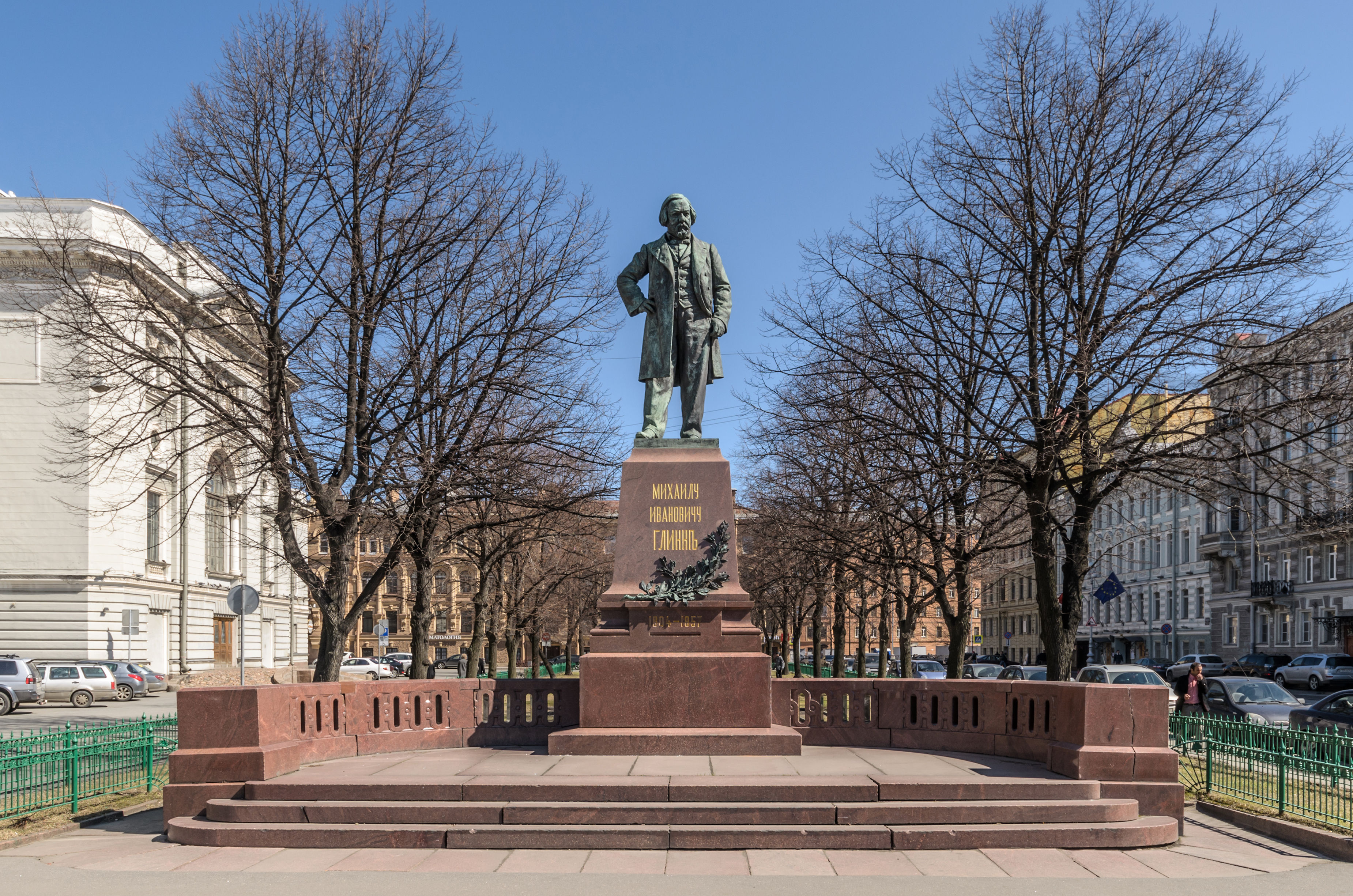
Statue de Glinka (1906), place du Théâtre à Saint-Pétersbourg, œuvre de Robert Bach.

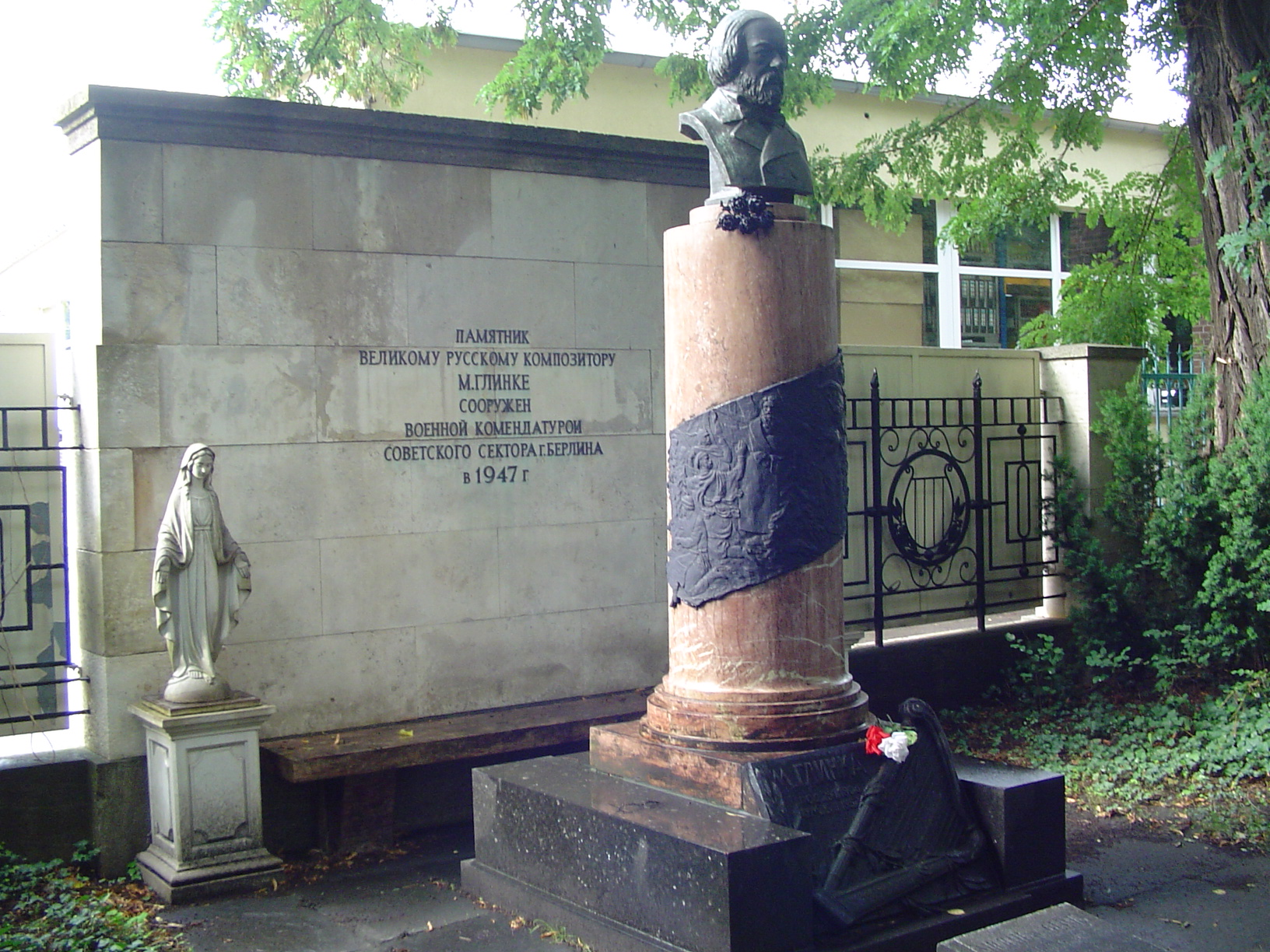
Statue de Glinka au cimetière russe de Berlin-Tegel.

Le premier à noter cette nouvelle orientation musicale a été Alexandre Serov. Puis il a été pris en charge par son ami Vladimir Stassov (ils ont été si longtemps et avec une telle rigueur résolu influence de la créativité Glinka, qu'à la fin, pour toujours querellé[Quoi ?]), qui est devenu le théoricien de ce nouveau courant musical. Ce courant est développé plus tard par les compositeurs du Groupe des Cinq,.
Le critique musical moderne russe Viktor Korchikov a résumé : « On ne peut pas imaginer le développement de la culture russe musicale sans […] trois opéras : Ivan Soussanine, Rouslan et Ludmila et Le Convive de pierre qui ont ouvert la voie à Moussorgski, Rimski-Korsakov et Borodine. Soussanine est un opéra où le personnage principal est le peuple, Rouslan est une intrigue mythique, profondément russe, et Le Convive de pierre, est un opéra dans lequel le drame domine au-dessus de la douceur de la beauté du son ».
Deux de ces opéras – Une vie pour le tsar et Rouslan et Ludmila – ont été composées par Glinka.
Depuis cette époque, la culture russe a commencé à occuper de plus en plus une place prépondérante dans le monde de la culture.

## Œuvre
Mikhaïl Glinka a laissé environ 195 œuvres musicales, dont :

### Opéras
- Une vie pour le tsar (1836), d'après la légende d'Ivan Soussanine, héros national russe, sur un livret d'Georg Fiodorovitch von Rosen et Vassili Joukovski.
- Rouslan et Ludmila (1842), d'après le poème épique d'Alexandre Pouchkine.

Tous deux chorégraphiés par Antoine Titus.

### Romances et mélodies
- Ma harpe (première romance connue de Glinka, composée en 1824. « C’est ma première expérience d’une œuvre avec texte », précise-t-il sur l’autographe.
- L’Alouette
- La Ronde de nuit
- Adieu à Saint-Pétersbourg[7]
- Le Doute
- Où donc est notre rose
- Variation sur un thème de Mozart
- Romance

### Musique de chambre
- Fantaisies pittoresques
- Quatuor en ré majeur
- Quatuor en fa majeur
- Romance pour violon, violoncelle et harpe
- Variations pour harpe et piano sur un motif de Mozart
- Sérénade sur des thèmes d’Anna Bolena
- Trio pathétique en ré mineur (deux instrumentations du compositeur : clarinette, basson et piano ou violon, violoncelle et piano ; il existe aussi une version pour clarinette, clarinette basse et piano)
- Sonate pour alto et piano (1828 ; inachevée par le compositeur, deuxième mouvement par Vadim Borissovski en 1932)
- Grand sextuor en mi bémol majeur pour piano et quintette à cordes
- Divertissement brillant sur les thèmes de La sonnambula de Bellini pour quintette avec piano et contrebasse

### Orchestre
- Capriccio brillante sur le thème de Jota aragonaise, aussi connu comme Ouverture espagnole No.1 (1848)
- Souvenir d'une nuit d'été à Madrid, également appelée Ouverture espagnole No.2 (1848)
- Kamarinskaïa (1848)
- Symphonie sur deux thèmes russes (achevée par Vissarion Chebaline)
- Valse-fantaisie (1839, deuxième version 1856)

## Filmographie
- 1946 : Glinka (Глинка, Glinka) de Leo Arnchtam, où son rôle est joué par Boris Tchirkov
- 1952 : Le Compositeur Glinka (Композитор Глинка, Kompozitor Glinka) de Grigori Alexandrov, où son rôle est joué par Boris Smirnov

## Hommages
Sont nommés en son honneur :
- (2205) Glinka, astéroïde[8].

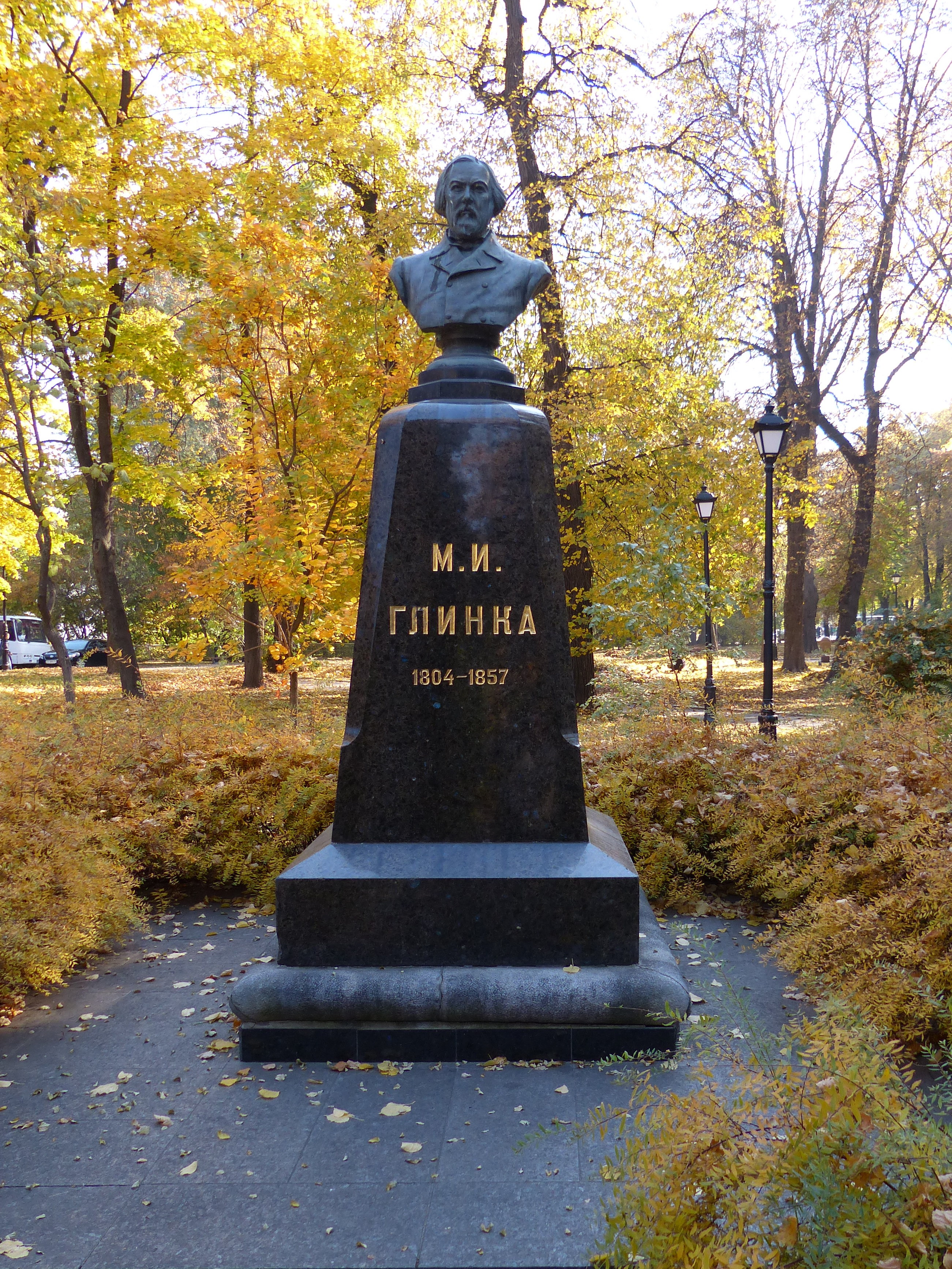
Son buste dans le Parc Miskyi.

- Glinka, cratère sur la planète Mercure[9].

### Bases de données et dictionnaires
- Ressources relatives à la musique :   - International Music Score Library Project
  - AllMusic
  - Bait La Zemer Ha-Ivri
  - Carnegie Hall
  - ChoralWiki 
  - Discography of American Historical Recordings
  - Discogs
  - Grove Music Online
  - MGG Online
  - MusicBrainz
  - Musopen
  - Muziekweb
  - Répertoire international des sources musicales
  - VGMDb
- Ressources relatives à l'audiovisuel :   - AllMovie
  - Filmportal
  - IMDb
- Ressources relatives au spectacle :   - Archives suisses des arts de la scène
  - Les Archives du spectacle
- Ressources relatives à la recherche :   - The Academic Family Tree
  - Isidore
- Ressource relative à la vie publique :   - Documents diplomatiques suisses 1848-1975
- Ressource relative à plusieurs domaines :   - Radio France
- Notices dans des dictionnaires ou encyclopédies généralistes :   - Britannica
  - Brockhaus
  - Den Store Danske Encyklopædi
  - Deutsche Biographie
  - Enciclopedia italiana
  - Enciclopedia De Agostini
  - Gran Enciclopèdia Catalana
  - Hrvatska Enciklopedija
  - Internetowa encyklopedia PWN
  - Larousse
  - Nationalencyklopedin
  - Proleksis enciklopedija
  - Store norske leksikon
  - Treccani
  - Universalis
- Notices d'autorité :   - VIAF
  - ISNI
  - BnF (données)
  - IdRef
  - LCCN
  - GND
  - Italie
  - Japon
  - CiNii
  - Espagne
  - Belgique
  - Pays-Bas
  - Pologne
  - Israël
  - NUKAT
  - Catalogne
  - Suède
  - Australie
  - WorldCat